# Киселёвская организованная преступная группировка
Киселёвская ОПГ — организованная преступная группировка, около 10 лет действовавшая в Киселевске и Кемеровской области.

## Начало деятельности группировки
Преступные группировки появились в Киселёвске в начале 1990-х годов. В сферу интересов бандитов сразу попала угольная промышленность в городе. Они стали контролировать коммерческие операции, связанные с продажей угля. В то время еще не были созданы подразделения по борьбе с организованной преступностью, поэтому бандиты чувствовали себя в относительной безопасности. Между группировками происходили криминальные разборки, иногда с применением огнестрельного оружия.
Одной из таких группировок была Киселёвская ОПГ. Она полностью контролировала угольные шахты в Киселёвске и Прокопьевске, внедрив на шахты своих участников и вымогая деньги у предпринимателей. Кроме того, группировка установила криминальный контроль над несколькими рынками в Киселёвске.
Особенностью группировки было то, что в неё входили не менее 16 сотрудников милиции. Кроме них, в ОПГ входили сотрудники созданного группировкой ЧОПа «Медведь», предприниматели и криминальные авторитеты.

## Деятельность ОПГ. Война с другими группировками
В 1993 году группировка начала войну против враждебных ей ОПГ Киселёвска. 1 мая 1993 года пропал без вести лидер киселёвской банды угонщиков автомобилей Виктор Влатьков. Осенью того же года бесследно исчезли двое влиятельных криминальных авторитетов города Сергей Казаев и Олег Торгаев. В лесу был найден лишь их сгоревший автомобиль. В феврале 1994 года в Киселёвске пропал Александр Винокуров, близкий друг вора в законе Игоря Буриллина (лидера одной из ОПГ города). Последний раз Винокурова видели выходящим из здания 3-го районного отделения милиции. Позже в Киселёвске пропали без вести еще двое криминальных авторитетов.
Эти убийства совершали милиционеры, входившие в ОПГ. Пользуясь своим служебным положением, они похищали своих жертв и убивали их. Позже группировка стала специализироваться на совершении заказных убийств. Киллерами группировки были некоторые сотрудники ЧОПа «Медведь». Милиционеры, входившие в ОПГ, собирали информацию о своих потенциальных жертвах, а позже мешали раскрытию убийств, совершенных своими сообщниками. Впоследствии многие из этих сотрудников уволились из милиции, но сохраняли связи в правоохранительных органах.
Заказные убийства участники ОПГ совершали не только в Киселёвске, но и в Кемеровской области. В Кузбассе группировка была известна как «киселёвская бригада».
31 декабря 1996 года в Киселёвске были убиты начальник охраны одной из шахт Сергей Лычагин и его жена. Следующей жертвой группировки стал бизнесмен Андрей Коваленко. Его расстреляли прямо на пороге собственного дома. Всего же киллерами группировки были убиты ряд предпринимателей. Один из них — Александр Гурьянов — был убит по заказу своей компаньонки по бизнесу Ольги Новиковой.
В Киселёвске продолжалась война между преступными группировками. С каждым годом в городе усиливалась криминогенная обстановка. Весной 1997 года неизвестными был убит Павел Буриллин, брат Игоря Буриллина. Во время поминок по нему на кладбище прогремел взрыв, убивший вдову Буриллина и его дальнюю родственницу. Предположительно, этот взрыв устроили участники армянской ОПГ Киселёвска. Через какое-то время неизвестные киллеры обстреляли из автоматов автомобиль, в котором ехал криминальный авторитет Василий Ушаков, связанный с армянской ОПГ. Ушаков и один его охранник были ранены, еще один телохранитель погиб. В сентябре 1998 года произошел взрыв в подъезде одного из домов. Взрывом, жертвой которого должен был стать бизнесмен-армянин, была искалечена женщина. На следующий день к этому дому приехал один из подручных Буриллина по фамилии Кочеров. Во время стычки с армянскими бандитами он бросил в них две гранаты, осколками которых были ранены пять человек. Позже Кочеров был задержан.
В сентябре 1999 года участники Киселёвской ОПГ убили директора ликвидационной комиссии шахты «Октябринский» Александра Хамлюка. Заказчиком этого убийства был директор шахты. А в декабре 1999 года киллерами группировки был убит скрывающийся на конспиративной квартире Игорь Буриллин и еще двое находившихся с ним людей, в том числе 16-летний подросток.
В группировке несколько раз сменялись лидеры. Последним руководителем ОПГ был начальник криминальной милиции киселёвского ГОВД полковник Александр Хибченко. Вместе с еще одним милиционером Федором Балашёвым он обеспечивал прикрытие группировке. Другим лидером ОПГ был директор ЧОПа «Медведь», бывший оперуполномоченный уголовного розыска Илья Медведев. В этом ЧОПе числились и несколько родственников Хибченко.
20 октября 2003 года киллеры ОПГ Сергей Борисов и Евгений Коротаев совершили покушение на начальника киселевской милиции Нурдина Мазукабзова. Он был ранен, и впоследствии после нескольких операций вернулся на службу в милицию. По словам представителей ГУВД по Кемеровской области, бандиты пытались убить Мазукабзова из-за того, что он стал подозревать некоторых бывших и действующих сотрудников городской милиции в криминальной деятельности. Кроме того, позже было установлено, что Мазукабзов подготовил секретный документ о криминальной деятельности ЧОПа «Медведь». Это покушение вызвало широкий резонанс и послужило началом активного расследования деятельности ОПГ.
Всего же участники Киселёвской ОПГ совершили около 50 убийств.

## Аресты, следствие и суд
Милиции стало известно, что до покушения Мазукабзову угрожали сотрудники ЧОПа «Медведь». Были задержаны директор ЧОПа Медведев и его подчиненные Сергей Борисов и Евгений Коротаев. На допросах все трое сначала ни в чем не признавались, однако позже бывший сотрудник ОМОНа Коротаев написал чистосердечное признание, сознавшись, что он участвовал во многих заказных убийствах. Позже показания начал давать и Медведев. Впоследствии правоохранительными органами были задержаны многие участники группировки, был изъят арсенал ОПГ (причем один из тайников с оружием находился в шахте на глубине 8 метров).
В начале 2005 года уже уволившийся из милиции Александр Хибченко был объявлен в розыск. В следующем году он сам пришел в правоохранительные органы со своим адвокатом.
Во время судебного следствия один из обвиняемых покончил с собой, еще один погиб в ДТП. Один из главных киллеров ОПГ был убит своими сообщниками, опасавшихся, что тот может дать показания против остальных. Ольга Новикова, «заказавшая» банде своего компаньона по бизнесу, умерла от рака, не дожив до суда.
В 2011 году был вынесен приговор 22 участникам ОПГ. Большинство из них были признаны виновными в бандитизме, убийствах, покушениях на убийство, разбоях, похищениях людей и грабежах. Гособвинению удалось доказать вину подсудимых в совершении 40 тяжких и особо тяжких преступлениях, в том числе 15 убийствах. Главный киллер группировки Евгений Коротаев был приговорен к 25 годам в колонии строгого режима, Илья Медведев — к 24 годам, Сергей Борисов — к 23 годам, главарь ОПГ Хибченко — к 15 годам в колонии общего режима. Еще семеро бандитов были приговорены к различным срокам заключения. Шестеро подсудимых были освобождены от уголовной ответственности в связи с истечением срока давности совершенных преступлений, двое были оправданы, в отношении троих гособвинитель отказался от выдвинутых ранее обвинений.